# Шитрит, Шимон
Шимон Шитрит (ивр. שמעון שטרית‎; род. 1946, Эрфуд, Марокко) — израильский учёный-правовед и политик. Профессор кафедры публичного и международного права Еврейского университета в Иерусалиме, член кнессета в 1988—1996 годах, министр экономики и планирования, науки и технологии и религий Израиля в 25-м и 26-м правительствах Израиля.

## Биография
Родился в Марокко в 1946 году и репатриировался в Израиль в 1949 году. В 1963—1966 годах служил в войсковой разведке, уволен в запас в звании сержанта.
Во второй половине 1960-х годов учился в Еврейском университете в Иерусалиме, где изучал язык и литературу на иврите (1966—1969) и юриспруденцию (получив в 1968 году степень бакалавра с отличием и в 1970 году степень магистра). Юридическую практику проходил у судьи Верховного суда Альфреда Виткона, а затем в адвокатской конторе «Гидон и Хаузнер», получив лицензию адвоката в 1969 году. В 1970—1973 годах продолжил юридическое образование в США, в Чикагском университете, который окончил со степенью доктора философии по сравнительному праву.
По возвращении в Израиль в 1973 году присоединился к преподавательскому штату юридического факультета Еврейского университета в Иерусалиме. С 1978 года — старший преподаватель, с 1984 года — ассоциированный профессор. В 1974—1977 году возглавлял союз преподавателей Еврейского университета. В качестве приглашённого профессора читал лекции в Манитобском (1977—1978), Вюрцбургском (1980), Нью-Йоркском (1982—1983) университетах.
В 1980 году входил в комиссию по реформе судебной системы Израиля под руководством Моше Ландау. С 1984 по 1988 год входил в руководящий совет Управления телерадиовещания. В 1987 году стал одним из основателей и первым секретарём Ассоциации публичного права Израиля и в том же году выступал в качестве обвинителя в ходе работы международного трибунала по искам еврейских беженцев из арабских стран.
В 1988 году избран в кнессет 12-го созыва от блока «Маарах» (в течение срока полномочий кнессета преобразован в партию «Авода»). Входил в ряд комиссий кнессета, включая законодательную и финансовую, а также был членом следственной комиссии по вопросу эффективности применения полиграфа. В 1992 году стал членом правительственного кабинета Ицхака Рабина, где занимал посты министра экономики и планирования, министра науки и технологии и министра по делам религий. Последний пост продолжал занимать в 26-м правительстве Израиля, которое возглавлял Шимон Перес.
По окончании второго парламентского срока вернулся в Еврейский университет. В 2001 году стал полным профессором, а в 2004 году возглавил институт правовых исследований им. Сакера. Читал лекции как приглашённый профессор в Кейсовском университете Западного резервного района (1999), Калифорнийском университете в Сан-Диего и Тулейнском университете (оба — 2002). В период с 1998 по 2003 год был временно исполняющим обязанности мэра Иерусалима. В 2003 году был советником комиссии по выработке этического кодекса для судов по трудовым конфликтам. В 2005 году вошёл в состав комиссии Менахема Магидора по изучению государственного устройства Израиля.
Профессор Шитрит женат, имеет четырёх детей.